# Piaggio P.2
Il Piaggio P.2 fu un aereo da caccia, monoposto, monomotore e monoplano ad ala bassa sviluppato dall'azienda aeronautica italiana Rinaldo Piaggio nei primi anni venti e rimasto allo stadio di prototipo.
Pur caratterizzato da soluzioni per l'epoca tecnologicamente avanzate, il modello non riuscì ad imporsi in prove di volo comparative con i modelli concorrenti, conseguentemente non avviato alla produzione in serie. Costruito in soli due esemplari, questi vennero tuttavia acquistati dalla Regia Aeronautica.

## Storia del progetto
Nel 1922 il conte Giovanni Bonmartini e l'ingegnere Giovanni Pegna, quest'ultimo congedatosi alla fine della prima guerra mondiale dalla Regia Marina, decisero di fondare a Roma la Pegna-Bonmartini, un'azienda attiva nel campo dell'aeronautica. Lo stesso anno Pegna iniziò a disegnare un velivolo ad uso militare concettualmente avanzato, un caccia di proporzioni compatte e creato attorno al motore Hispano-Suiza HS 42 che già equipaggiava il pari ruolo francese Dewoitine D.1 e noto in Italia per essere stato prodotto su licenza dalla Ansaldo come Ansaldo AC.2.
Nel 1923, quando il prototipo era già in avanzato stato di costruzione, Rinaldo Piaggio, titolare dell'omonima azienda che fino ad allora si era occupata di arredamenti navali e materiale ferroviario, decise di diversificare ulteriormente le proprie attività cercando di assumere Pegna per sviluppare il settore aeronautico. A fronte dell'opposizione di Bonmartini a lasciare il socio Piaggio decise quindi di rilevare interamente l'azienda. Lo sviluppo del velivolo venne quindi continuato sotto la direzione della Piaggio e si concretizzò nella costruzione di due esemplari, il primo dei quali venne portato in volo per la prima volta lo stesso anno.
Piaggio decise di sottoporre il modello al Ministero dell'aeronautica, che aveva emesso una specifica per la fornitura di un nuovo aereo da caccia da assegnare alla neofondata Regia Aeronautica. La commissione esaminatrice, ad una valutazione comparativa con i biplani Fiat C.R.1 e SIAI S.52, ritenne insufficienti le prestazioni del P.2, che risultarono inferiori anche a quanto ipotizzato da Pegna, giudicando vincitore il progetto proposto dalla Fiat.
Di conseguenza Piaggio decise di abbandonare lo sviluppo del P.2.

## Tecnica

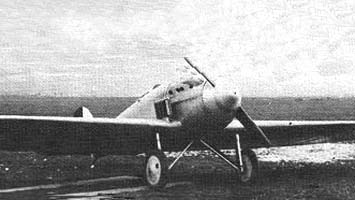
Vista frontale del P.2.

Il P.2 era un velivolo dall'aspetto compatto e filante, inusuale, per l'epoca, e tecnologicamente avanzato; monoposto, monomotore e monoplano ad ala bassa.
La fusoliera, caratterizzata dalla struttura in semi monoscocca, caratterizzata da un unico abitacolo aperto, destinato al pilota, protetto da un parabrezza, e che proseguiva verso la parte posteriore con un'appendice dorsale. Posteriormente terminava in un impennaggio classico monoderiva con piani orizzontali a sbalzo.
La velatura era monoplana, con piano alare montato basso e a sbalzo, soluzione tecnica d'avanguardia per i tempi.
Il carrello d'atterraggio era un classico biciclo fisso, a carreggiata larga e ammortizzato, con ruote indipendenti di grande diametro, integrato posteriormente da un pattino d'appoggio.
La propulsione era affidata ad un motore Hispano-Suiza HS 42, un 8 cilindri a V raffreddato ad acqua in grado di erogare una potenza pari a 300 CV (221 kW), abbinato ad un'elica bipala in legno a passo fisso, collocato sull'estremità anteriore della fusoliera e racchiuso da un cofano metallico. L'impianto di raffreddamento era costituito da due radiatori posti ai lati della fusoliera, soluzione che innalzava la resistenza aerodinamica generale del modello.

## Impiego operativo
I due esemplari realizzati vennero comunque acquisiti dalla Regia Aeronautica a scopi di valutazione il 23 marzo 1924.

## Utilizzatori
Italia
- Regia Aeronautica